# Монтесано (Вашингтон)
Монтесано (англ. Montesano) — місто (англ. city) в США, в окрузі Ґрейс-Гарбор штату Вашингтон. Населення — 4138 осіб (2020).

## Географія
Монтесано розташоване за координатами 47°0′53″ пн. ш. 123°35′9″ зх. д. / 47.01472° пн. ш. 123.58583° зх. д. (47.014726, -123.585711).  За даними Бюро перепису населення США в 2010 році місто мало площу 27,41 км², з яких 26,97 км² — суходіл та 0,43 км² — водойми.

### Клімат
| Клімат : Монтесано      | Клімат : Монтесано | Клімат : Монтесано | Клімат : Монтесано | Клімат : Монтесано | Клімат : Монтесано | Клімат : Монтесано | Клімат : Монтесано | Клімат : Монтесано | Клімат : Монтесано | Клімат : Монтесано | Клімат : Монтесано | Клімат : Монтесано | Клімат : Монтесано |
| Показник                | Січ.               | Лют.               | Бер.               | Квіт.              | Трав.              | Черв.              | Лип.               | Серп.              | Вер.               | Жовт.              | Лист.              | Груд.              | Рік                |
| Абсолютний максимум, °C | 14,4               | 16,1               | 25,6               | 27,8               | 36,1               | 35,0               | 38,9               | 35,6               | 34,4               | 28,3               | 23,9               | 15,6               | 38,9               |
| Середній максимум, °C   | 5,4                | 7,7                | 9,9                | 14,1               | 19,4               | 20,7               | 23,7               | 23,3               | 21,3               | 15,7               | 9,8                | 7,1                | 14,8               |
| Середня температура, °C | 2,2                | 3,8                | 5,2                | 8,2                | 12,1               | 13,9               | 16,1               | 16,1               | 14,4               | 10,4               | 6,0                | 3,9                | 9,3                |
| Середній мінімум, °C    | −0,9               | −0,2               | 0,6                | 2,2                | 4,8                | 7,1                | 8,4                | 8,9                | 7,4                | 5,1                | 2,3                | 0,8                | 3,8                |
| Абсолютний мінімум, °C  | −17,2              | −15                | −10                | −10,6              | −5,6               | 0,0                | 1,1                | 2,2                | −1,1               | −7,2               | −11,7              | −14,4              | −17,2              |
| Норма опадів, мм        | 480                | 396                | 340                | 188                | 109                | 81                 | 53                 | 53                 | 122                | 307                | 437                | 498                | 3068               |
| ----------------------- | ------------------ | ------------------ | ------------------ | ------------------ | ------------------ | ------------------ | ------------------ | ------------------ | ------------------ | ------------------ | ------------------ | ------------------ | ------------------ |
| Джерело:                |                    |                    |                    |                    |                    |                    |                    |                    |                    |                    |                    |                    |                    |

## Демографія
Згідно з переписом 2010 року, у місті мешкало 3976 осіб у 1563 домогосподарствах у складі 1031 родини. Густота населення становила 145 осіб/км².  Було 1684 помешкання (61/км²).
Расовий склад населення:
| - 92,2 % — білих - 1,7 % — корінних американців - 1,4 % — азіатів - 0,6 % — чорних або афроамериканців - 0,2 % — вихідців з тихоокеанських островів |

До двох чи більше рас належало 3,4 %. Частка іспаномовних становила 3,3 % від усіх жителів.
За віковим діапазоном населення розподілялося таким чином: 21,9 % — особи молодші 18 років, 61,8 % — особи у віці 18—64 років, 16,3 % — особи у віці 65 років та старші. Медіана віку мешканця становила 41,4 року. На 100 осіб жіночої статі у місті припадало 96,7 чоловіків;  на 100 жінок у віці від 18 років та старших — 96,5 чоловіків також старших 18 років.
Середній дохід на одне домашнє господарство  становив 87 791 долар США (медіана — 60 563), а середній дохід на одну сім'ю — 107 346 доларів (медіана — 69 922). Медіана доходів становила 50 677 доларів для чоловіків та 34 824 долари для жінок. За межею бідності перебувало 4,2 % осіб, у тому числі 0,0 % дітей у віці до 18 років та 4,3 % осіб у віці 65 років та старших.
Цивільне працевлаштоване населення становило 1695 осіб. Основні галузі зайнятості: публічна адміністрація — 19,6 %, освіта, охорона здоров'я та соціальна допомога — 16,2 %, транспорт — 14,0 %, будівництво — 13,1 %.